# 거대분자 집합체
거대분자 집합체(巨大分子集合體, 영어: macromolecular assembly)는 폴리펩타이드, 폴리뉴클레오타이드, 폴리사카라이드 또는 기타 중합체 거대분자의 복잡한 혼합체인 바이러스, 비생물학적 나노입자, 세포소기관, 세포막, 리보솜 등과 같은 거대 화학 구조를 지칭한다. 거대분자 복합체(巨大分子複合體), 생체분자 복합체(生體分子複合體)라고도 한다. 거대분자 집합체는 공간적으로(즉, 화학적 형태와 관련) 그리고 기본적인 화학 조성 및 화학 구조와 관련하여 정의된다.

## 같이 보기
- 생체분자
- 생체고분자